# Micryletta menglienica
Micryletta menglienica — вид жаб родини карликових райок (Microhylidae).

## Поширення
Цей вид відомий з повіту Менлянь на півдні провінції Юньнань (Китай), і, ймовірно, трапляється більш широко, в тому числі в М'янмі. Зафіксовано на висоті 300—1000 м над рівнем моря. Мешкає на полях поблизу лісу, в невеликих ставках, розмножується в ставках і затоплених рисових полях.

## Опис
Самці завдовжки 20–23 мм (довжина самиці невідома). Тіло порівняно тонке. Тимпан помітний. Пальці рук і ніг не перетинчасті. Самці мають один голосовий мішок.
Помічено, що вид харчується комахами, зокрема мурахами.